# Azman Air
Azman Air (offiziell Azman Air Services) ist eine nigerianische Fluggesellschaft mit Sitz in Kano und Basis auf dem Flughafen Kano.

## Geschichte
Azman Air wurde 2010 gegründet und führte 2014 ihren ersten Flug durch. Im März 2020 flottete die Fluggesellschaft ihren bislang einzigen Airbus vom Typ A340-600 ein. Die Maschine war bis zu dem Zeitpunkt für Virgin Atlantic im Dienst.
Im August 2023 stellte die Fluggesellschaft ihren Betrieb (vorläufig) ein. Die Mitarbeiter wurden in unbezahlten Zwangsurlaub geschickt.

## Flugziele
Azman Air bedient von Kano aus Inlandsziele.

## Flotte
Mit Stand Juli 2022 besteht die Flotte der Azman Air aus sieben Flugzeugen mit einem Durchschnittsalter von 24,1 Jahren:
| Flugzeugtyp     | Anzahl | bestellt | Anmerkungen        |
| --------------- | ------ | -------- | ------------------ |
| Airbus A340-600 | 1      |          | ex Virgin-Atlantic |
| Boeing 737-300  | 2      |          | eine inaktiv       |
| Boeing 737-500  | 4      |          | eine inaktiv       |
| Gesamt          | 7      | -        |                    |